# Złotnik
Złotnik (prononciation : [ˈzwɔtnik]) est un village polonais de la gmina de Żary dans le powiat de Żary de la voïvodie de Lubusz dans l'ouest de la Pologne.
Il se situe à environ 8 kilomètres au nord-est de Żary (siège de la gmina et du powiat) et 36 kilomètres au sud-ouest de Zielona Góra (siège de la diétine régionale).
Le village compte approximativement une population de 870 habitants.

## Histoire
Le nom allemand du village était Reinswalde.
Après la Seconde Guerre mondiale, avec les conséquences de la Conférence de Potsdam et la mise en œuvre de la ligne Oder-Neisse, le village est intégré à la République populaire de Pologne. La population d'origine allemande est expulsée et remplacée par des polonais.
De 1975 à 1998, le village est attaché administrativement à la voïvodie de Zielona Góra.

Depuis 1999, il fait partie de la voïvodie de Lubusz.